# Veeschip

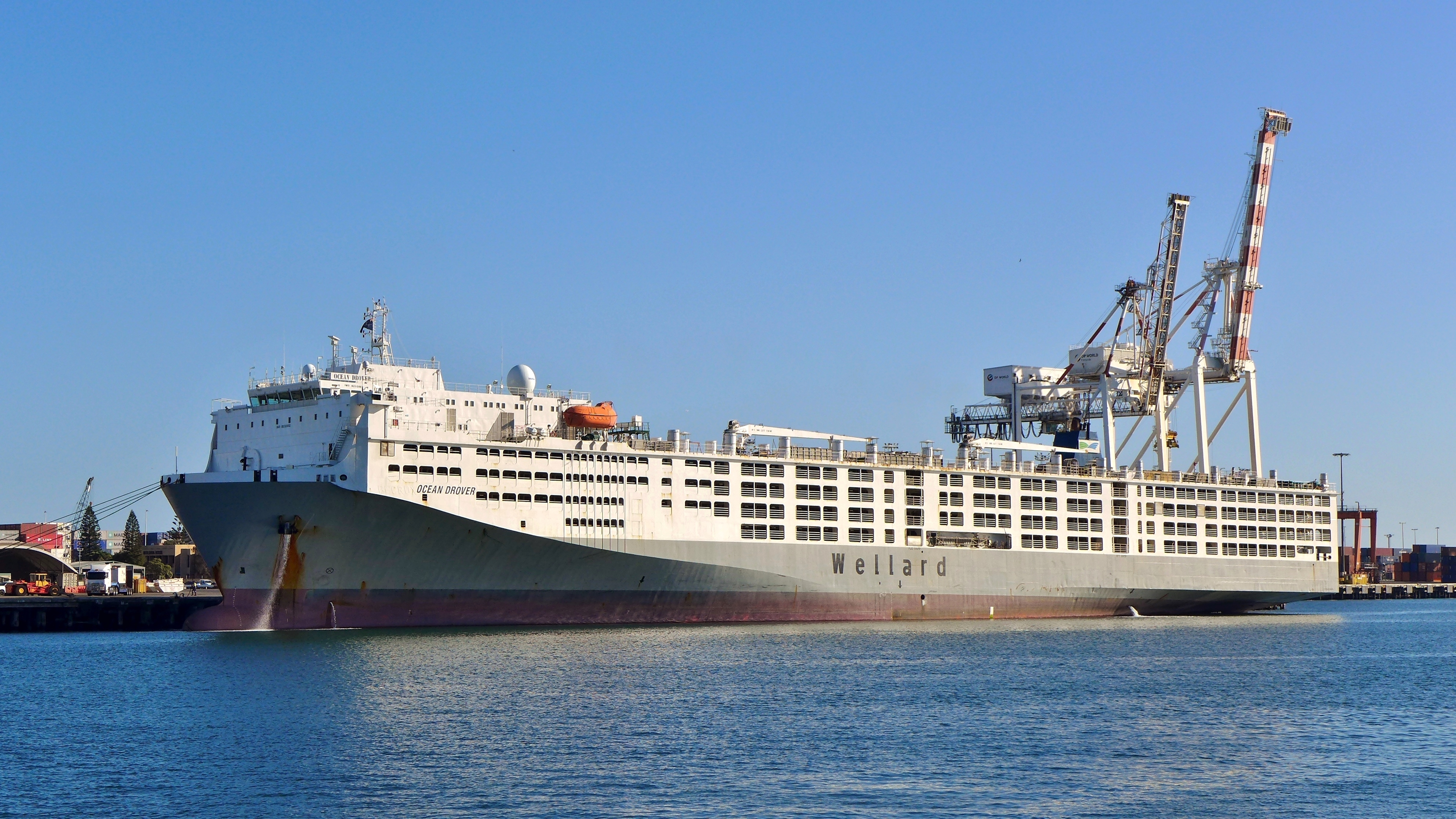
De Ocean Drover is een voorbeeld van een veeschip

Een veeschip is een relatief groot vrachtschip dat gebruikt wordt voor het vervoer van levende dieren, zoals schapen, geiten en runderen. Meestal gaat het om voor dit doel gebouwde schepen of omgebouwde containerschepen.

## Diersoorten

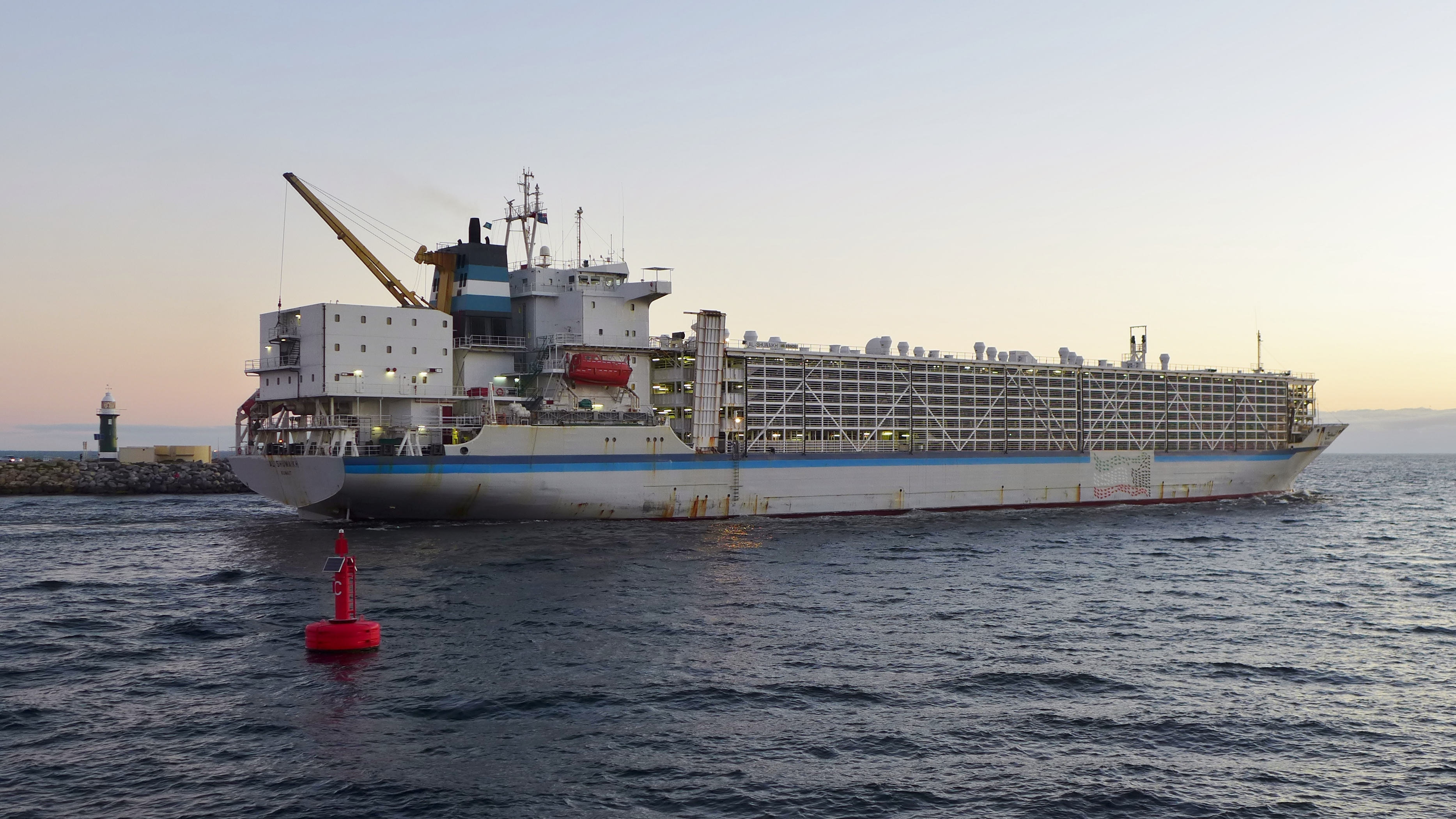
Een veeschip verlaat de haven van Fremantle, Australië

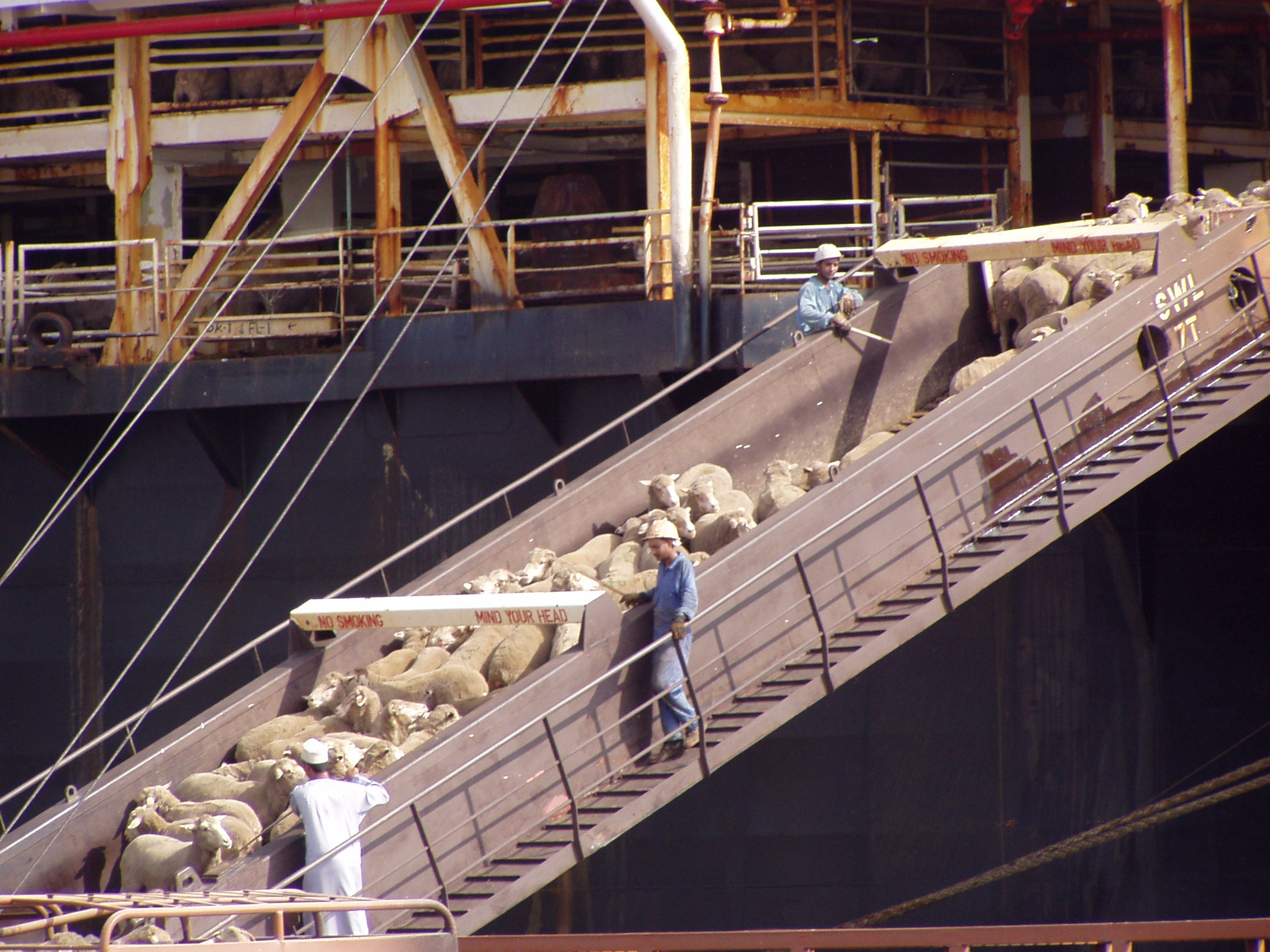
Schapen gaan van boord

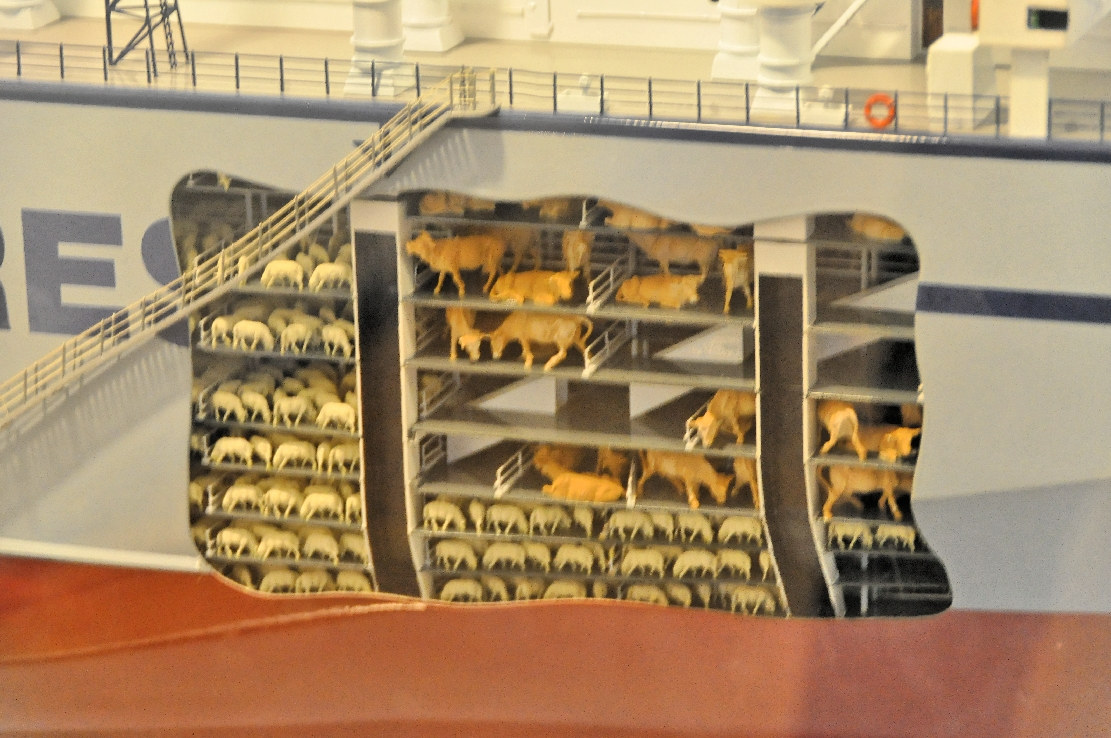
Dwarsdoorsnede van een modern veeschip

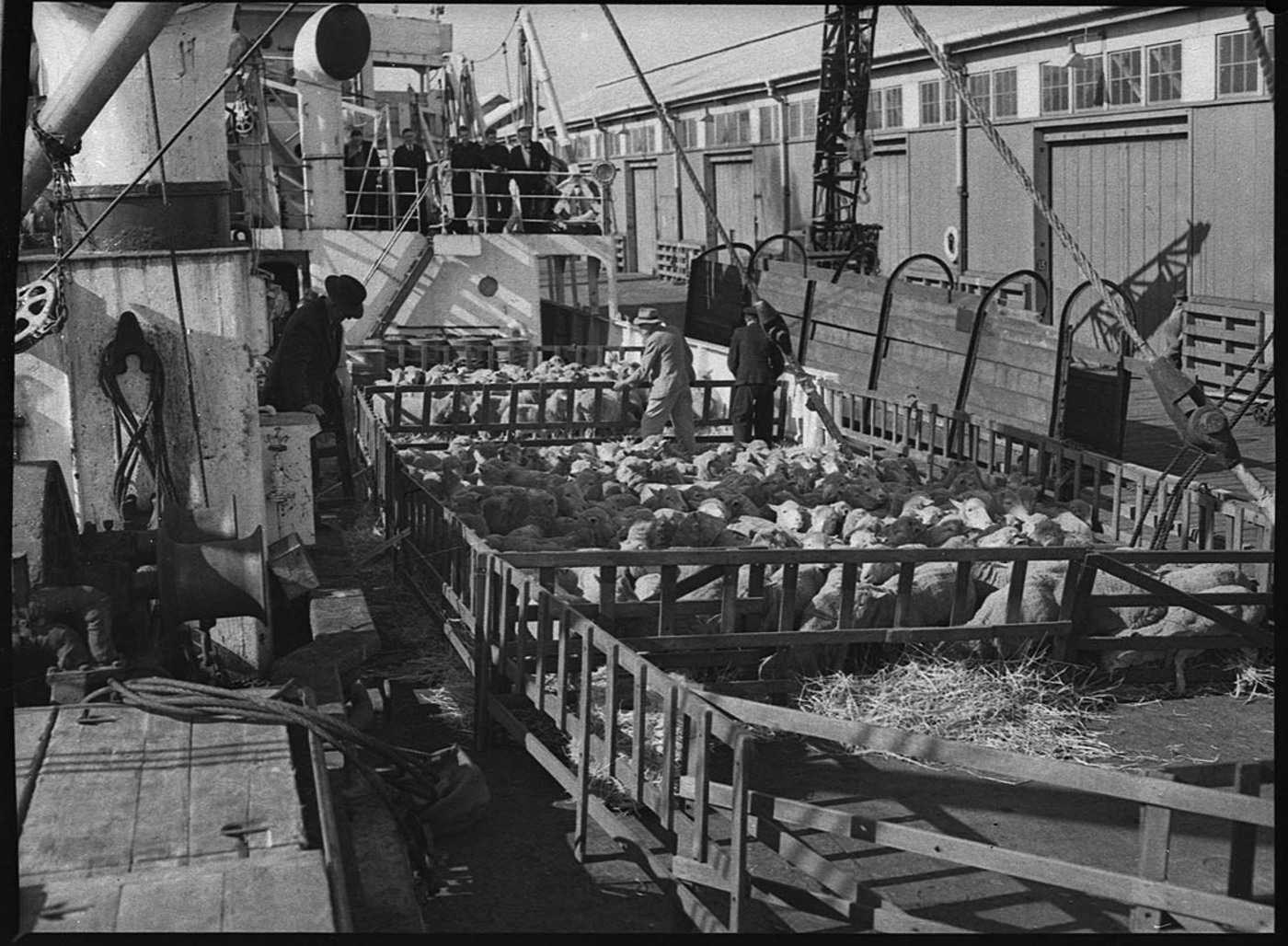
Een schip dat vee transporteert begin jaren '50

Sinds de tweede helft van de twintigste eeuw zijn miljoenen stuks vee vervoerd met deze schepen, voornamelijk schapen en runderen. Andere gedomesticeerde soorten die in kleinere aantallen getransporteerd worden zijn paarden, herten, kamelen, geiten en zelfs struisvogels. Het vervoer van levende vissen is een soortgelijke handel.

## Afmetingen en capaciteiten
De grootte van deze schepen varieert, afhankelijk van de vraag naar veetransport. Vanaf de tweede helft van de twintigste eeuw zijn de belangrijkste exportlanden van vee Australië en Nieuw-Zeeland. De belangrijkste importlanden liggen in het Midden-Oosten. De vaartuigen variëren van 2.000 ton DWT tot 25.000 DWT. De factoren die de scheepsgrootte bepalen zijn complex. Grotere schepen werken doelmatiger, maar vereisen ook uitgebreidere havenfaciliteiten om de grotere hoeveelheid vee te laden of te lossen.
Veeschepen hebben meer bemanningsleden nodig dan algemene koopvaardijschepen van dezelfde grootte. Ervaren veeverzorgers zijn een belangrijk onderdeel van de bemanning. Het vereiste aantal verzorgers is afhankelijk van het aantal dieren, de opstelling van de veehokken en de omvang van de geautomatiseerde systemen die geïnstalleerd zijn voor het voeren en water geven van de dieren en het verwerken van de mest.
Sinds 1970 is er een trend naar grote schepen met grotere aantallen dieren. Een belangrijke beperking was de beperkte opslagcapaciteit van drinkwater. Middelgroot vee vereist gemiddeld veertig liter water per dier per dag. Schapen vereisen ten minste vier liter water per dier per dag. Ontwikkelingen in technologie voor drinkwaterproductie zorgden ervoor dat veeschepen over apparatuur beschikken die tot 600 ton zoet water per dag kan produceren.
Schapen en runderen eten ten minste 2% van hun lichaamsgewicht per dag. Veeschepen zijn verplicht om voldoende veevoer te vervoeren voor de duur van de reis en voldoende reserves voor noodgevallen.
Middelgrote schepen hebben een capaciteit van ongeveer 30.000 tot 40.000 schapen (of 3000 tot 4000 runderen). Vanaf 1980 is er een klein aantal veeschepen met een capaciteit voor 130.000 schapen. Er zijn minstens twee andere grote veeschepen die ladingen van zowel schapen als runderen vervoeren. Een daarvan heeft een capaciteit voor ongeveer 7000 runderen en 70.000 schapen, het andere kan 14.000 runderen en 20.000 schapen vervoeren. De ruimte voor dieren op veeschepen is officieel gereglementeerd op basis van hun grootte en gewicht. Grotere en zwaardere dieren krijgen meer ruimte toegewezen.

## Dierenwelzijn
Tijdens de vaak langdurige zeereizen kan het dierenwelzijn van het vervoerde vee ernstig in het gedrang komen. Zo zaten in 2021 honderden runderen drie maanden vast aan boord van twee schepen, de ElBeik en de Karim Allah. De transportschepen waren in meerdere landen geweigerd uit angst voor het blauwtongvirus. Bij de uiteindelijke terugkeer in Spanje werd besloten de dieren af te maken.